# Kabira-Bucht
Die Kabira-Bucht (jap. 川平湾 Kabira wan) liegt im Norden der japanischen zur Yaeyama-Gruppe gehörenden Insel Ishigaki-jima. Benannt ist sie nach dem angrenzenden Ort Kabira. Ein Teil der Küste liegt innerhalb des Iriomote-Ishigaki-Nationalparks. Die Bucht ist für ihre weißen Sandstrände und das türkisblaue Wasser bekannt und wurde am 11. September 1997 zusammen mit dem Omoto-dake als Landschaftlich Schöner Ort ausgewiesen. Aufgrund der starken Strömung ist die Bucht nicht zum Schwimmen geeignet, jedoch können Touristen Glasbodenboote zum Betrachten der Korallenriffe buchen. 

## Galerie

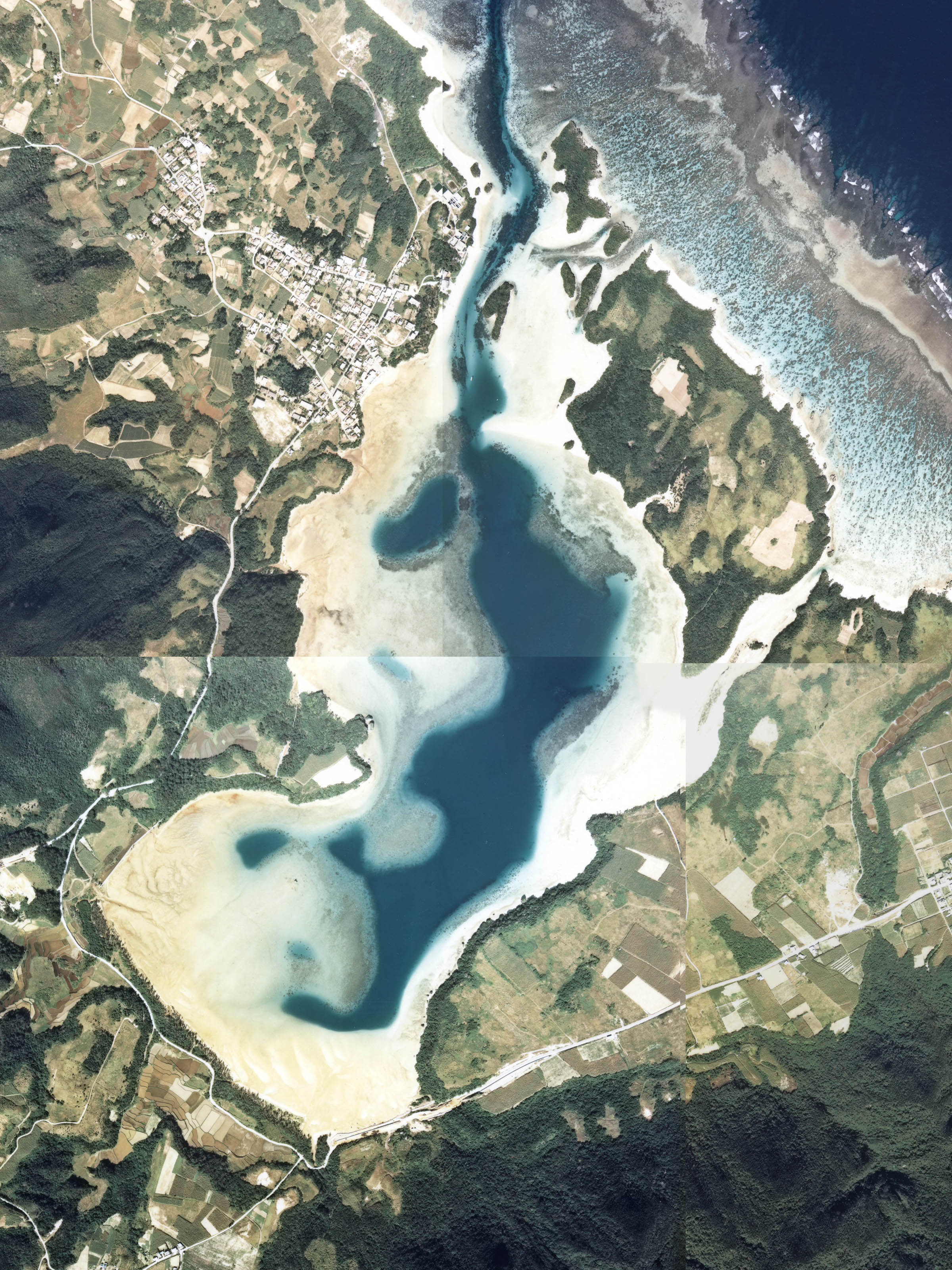
Luftbild
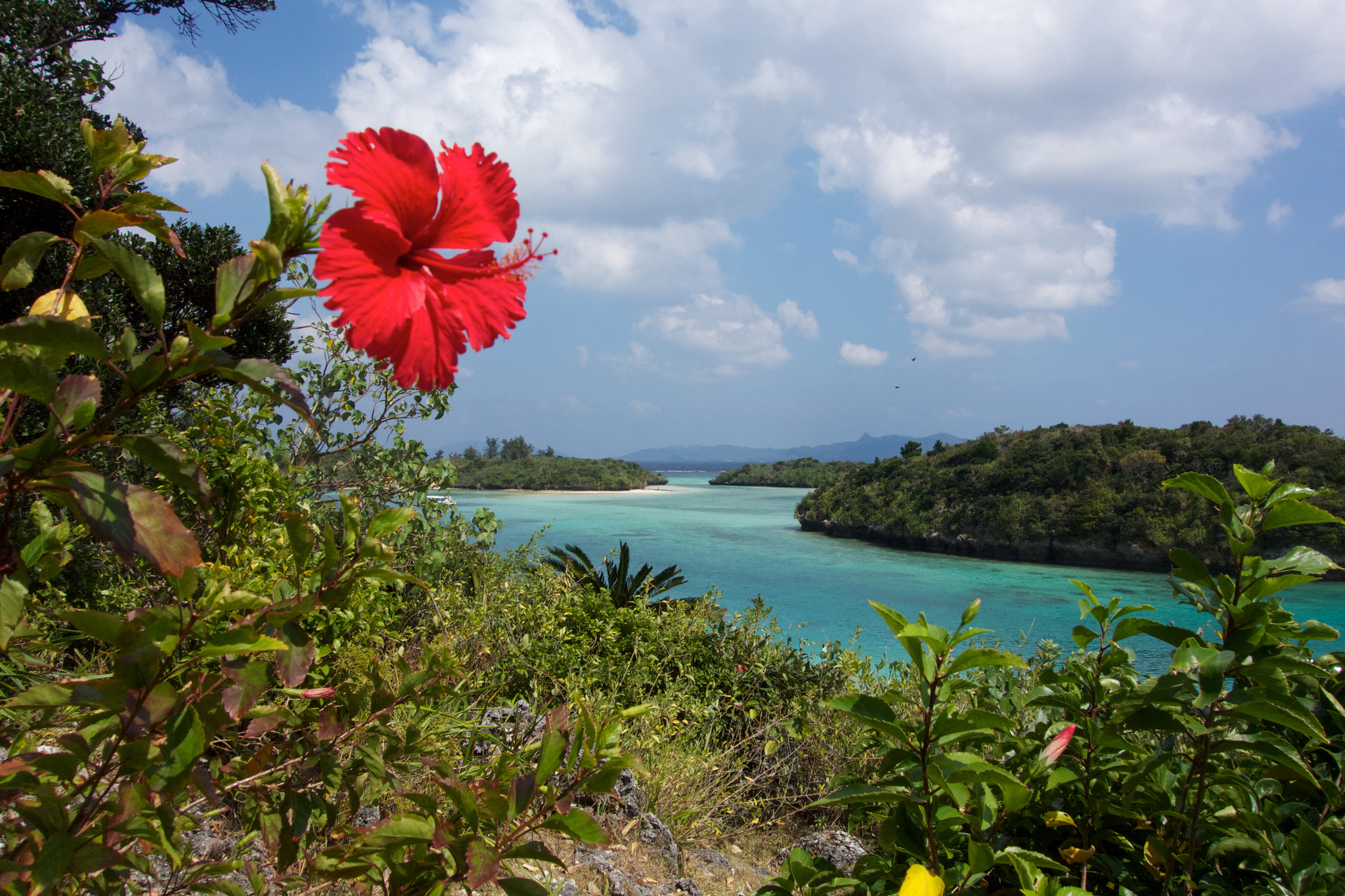
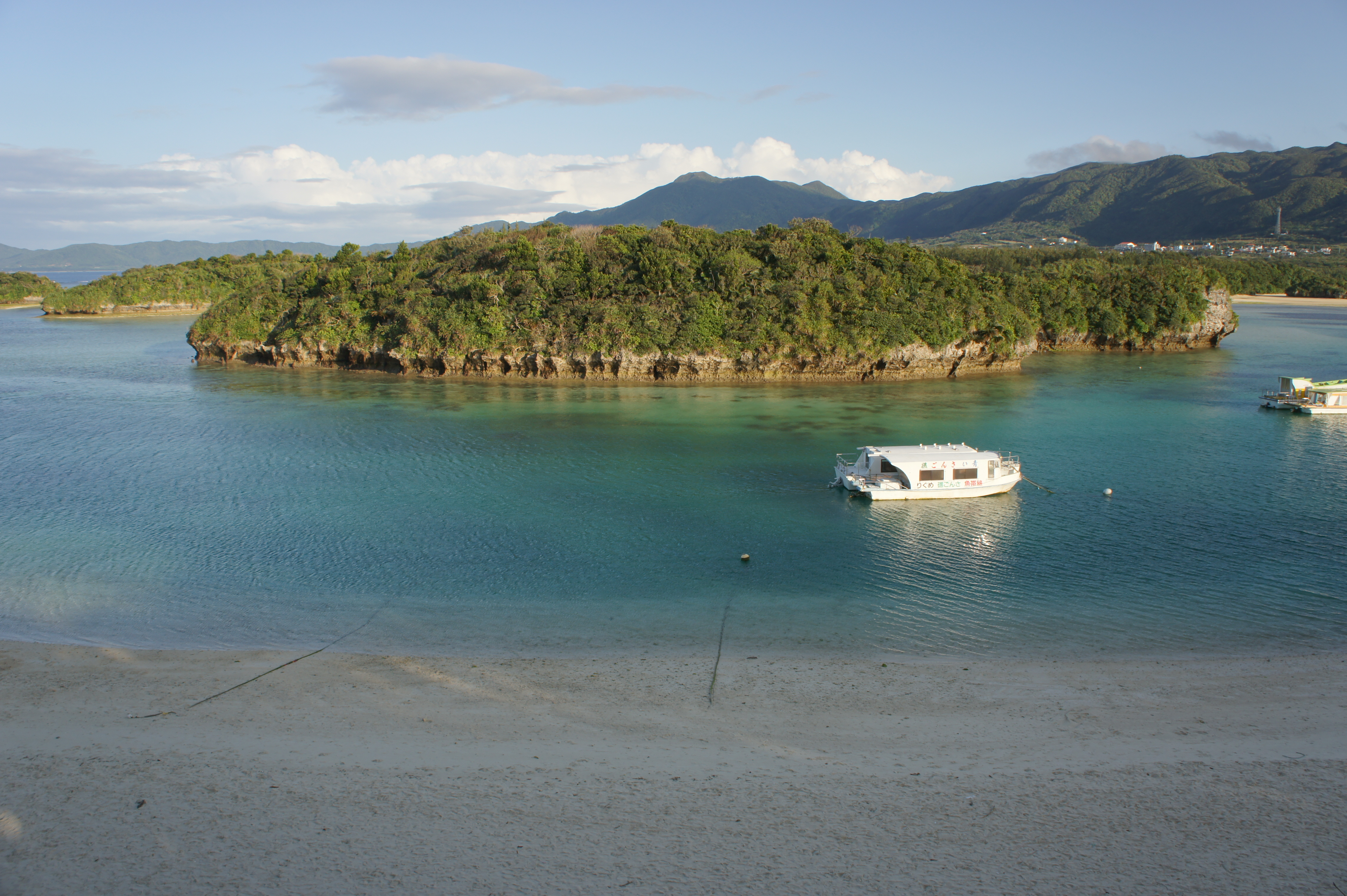
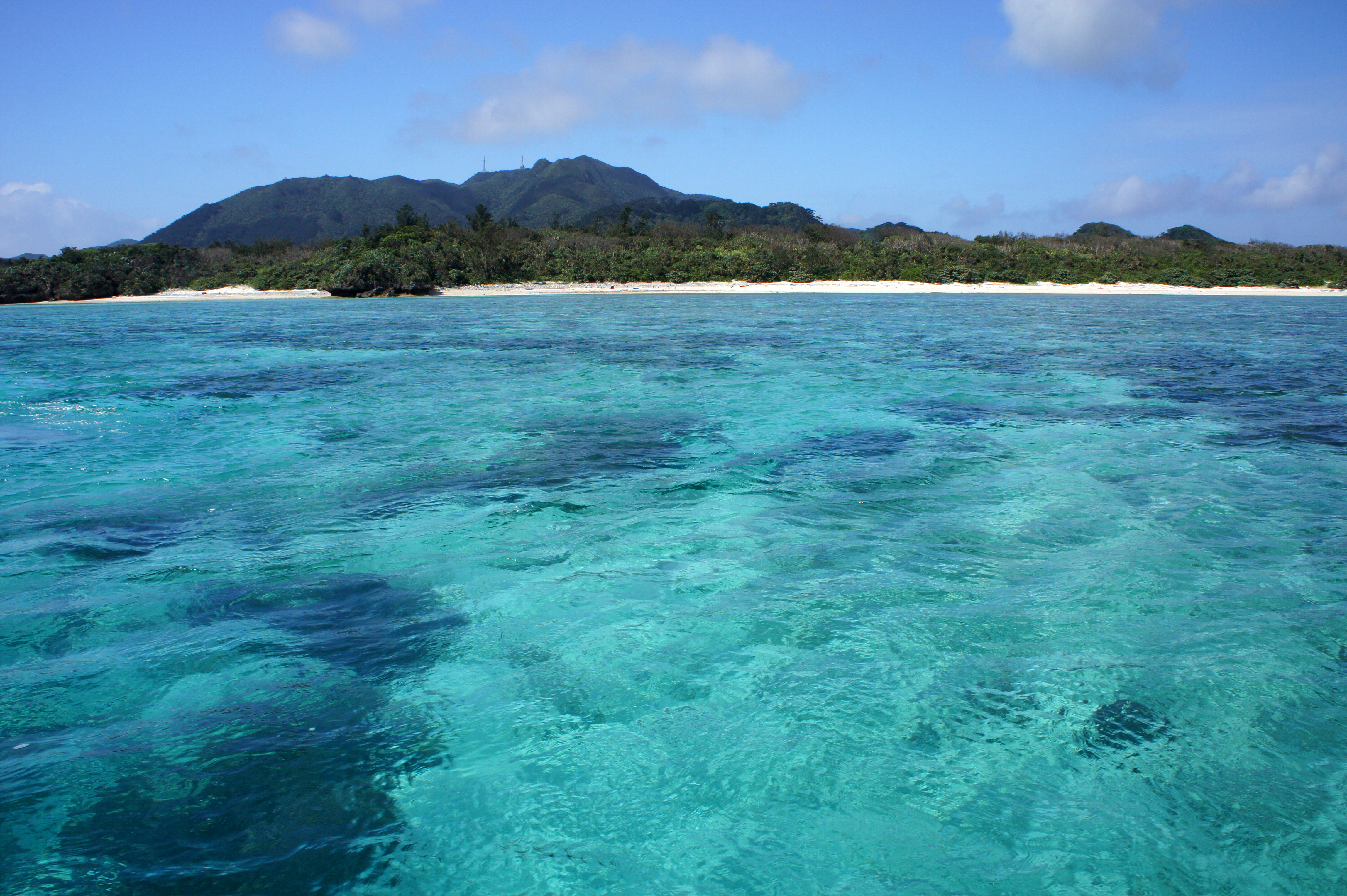
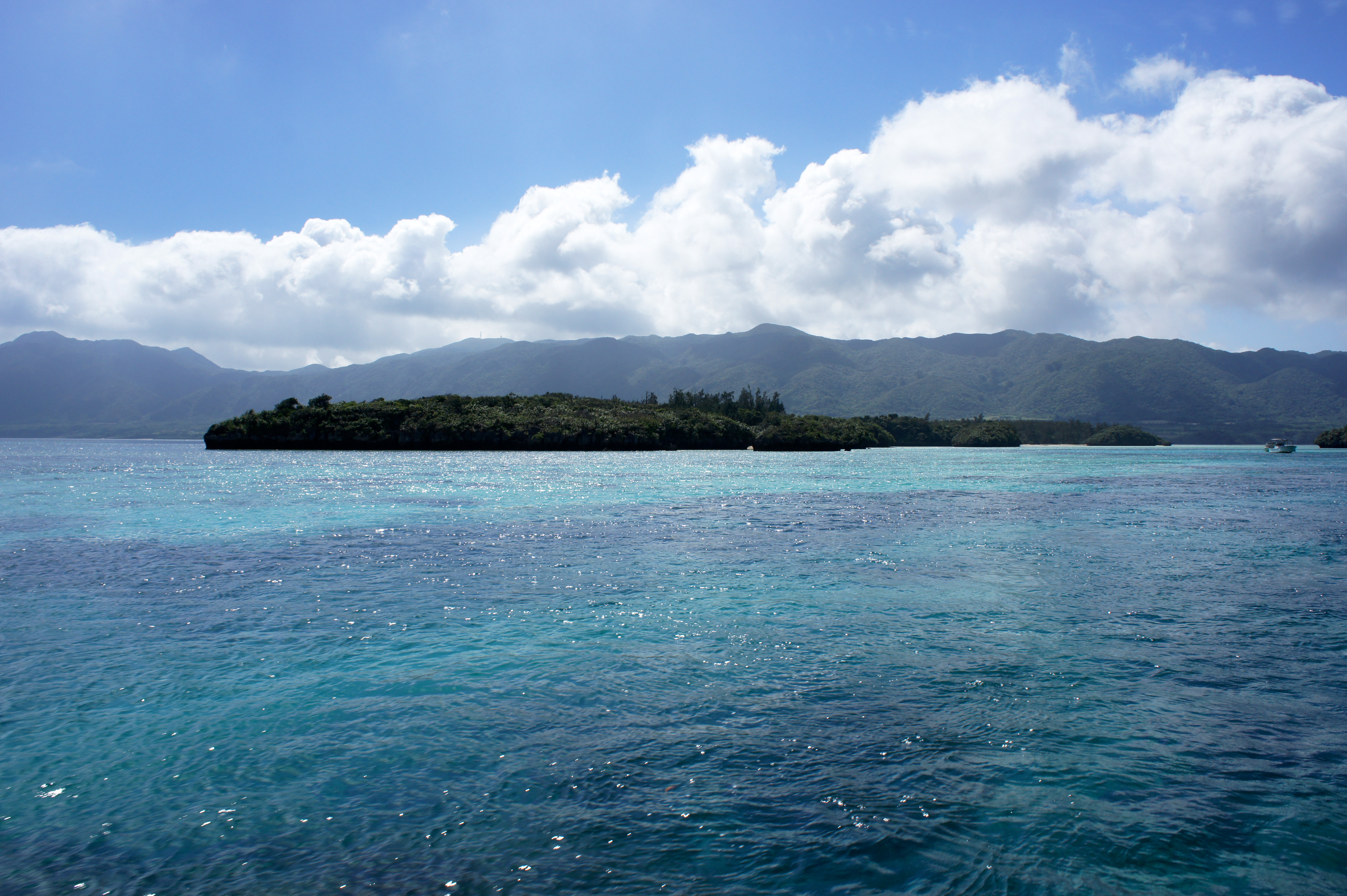